# Operatie Humbug

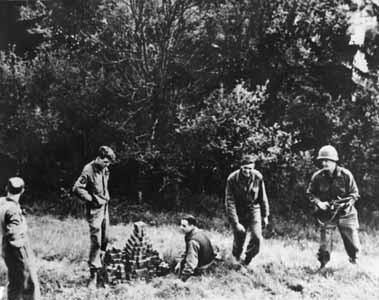
Amerikaanse militairen met blokken Duits uranium te Haigerloch

Operatie Humbug (Engels: Operation Humbug) was een geheime militaire actie tijdens de Tweede Wereldoorlog waarbij het Alsos-team een Duitse nucleaire testreactor ontdekte en buitmaakte.

## Achtergrond
Op 24 april 1945 wisten de Amerikanen met het Alsos-team het plaatsje Hechingen binnen te dringen. Deze plaats was belangrijk, aangezien Werner Heisenberg hier zijn laboratorium had opgezet. Heisenberg wist vier dagen eerder het gebied te ontvluchten voordat de geallieerde troepen er binnenstormden. Na maandenlange noeste arbeid mocht het Alsos-team het eerste belangrijke succes boeken: de ontdekking te Haigerloch van een experimentele kernreactor, compleet met 2 ton uraan, 2 ton zwaar water en nog eens 10 ton grafiet (de hoeveelheid zwaar water die daar lag opgeslagen, was - volgens Duitse fysici - overigens niet genoeg. Berekeningen toonden aan dat 5 ton zwaar water nodig was om de reactor op te starten). Na veel materiaal te hebben geconfisqueerd, werd besloten om het Heisenberg-laboratorium uit voorzorg op te blazen. Hierdoor waren de Duitse wetenschappers niet meer in staat om enige experimentele informatie te verzamelen. In deze laatste fase werd er een groot gebied in Duitsland afgezocht (Hechingen - Haigerloch) om alle informatie, nucleaire hardware en atoomgeleerden uit het gebied te halen.